# Типусяк Андрій Васильович
Андрі́й Васи́льович Типуся́к (2001—2024) — старшина ІІ статті сил спеціальних операцій України, учасник російсько-української війни.

## Життєпис
22 роки, с. Пасічна, Івано-Франківська область. Воював у Силах спеціальних операцій, (73 МЦСпО, в/ч А3199).
Забезпечував відхід основних сил групи після виконання спеціального завдання на Тендрівській косі в Херсонській області та прийняв свій останній бій, навічно залишившись у строю й врятувавши своєю відвагою багатьох побратимів.
Залишилися дружина та син.
Похорон відбувся 5 березня.
17 травня 2024 посмертно нагороджений орденом «За мужність» ІІІ ступеня 